# Катраник (залізничне селище)
Катраник (рум. Catranîc) — залізничне селище у Фалештському районі Молдови. Входить до складу комуни, адміністративним центром якої є село Єгоровка.

## Населення
За даними перепису населення 2004 року у селі проживали 812 осіб.
Національний склад населення села:
| Національність       | Кількість осіб | Відсоток   |
| -------------------- | -------------- | ---------- |
| українці             | 444            | 54,7%      |
| молдавани румуни     | 277 1          | 34,1% 0,1% |
| росіяни              | 88             | 10,8%      |
| гагаузи              | 1              | 0,1%       |
| інша / без відповіді | 1              | 0,1%       |
| Всього               | 812            | 100%       |